# Kabinet-Eden
Het kabinet–Eden was de uitvoerende macht van de Britse overheid van 5 april 1955 tot 10 januari 1957. Het kabinet werd gevormd door de Conservative Party na het aftreden van premier Winston Churchill met Anthony Eden de nieuwe partijleider van de Conservative Party als premier. Enkele ambtsbekleders werden behouden van het vorige kabinet. In het kabinet zaten meerdere prominenten zoals Rab Butler, Harold Macmillan, Selwyn Lloyd, Robert Gascoyne-Cecil, David Maxwell Fyfe, Quintin Hogg, Iain Macleod, Alec Douglas-Home en Edward Heath.
Edens besluit om in 1956 het Verenigd Koninkrijk samen met Frankrijk mee te laten doen aan de bezetting van het door de Egyptische president Gamal Abdel Nasser (door Eden aangeduid als een "tweede Hitler") genationaliseerde Suezkanaal mondde uiteindelijk uit in een beschamende situatie voor Britten en Fransen, wat op haar beurt weer leidde tot het vervroegde aftreden van Eden in januari 1957 als premier en partijleider van de conservatieven. Hij werd opgevolgd door Harold Macmillan.

## Samenstelling
| Ambtsbekleder                                                           | Ambtsbekleder           | Ambtsbekleder                                            | Functie(s)                                | Ambtstermijn     | Ambtstermijn     | Partij                 |
| ----------------------------------------------------------------------- | ----------------------- | -------------------------------------------------------- | ----------------------------------------- | ---------------- | ---------------- | ---------------------- |
|                                                                         | Anthony Eden            | Sir Anthony Eden (1897–1977)                             | Premier                                   | 5 april 1955     | 10 januari 1957  | Conservative Party     |
|                                                                         | Rab Butler              | Rab Butler (1902–1982)                                   | Minister van Financiën                    | 26 oktober 1951  | 20 december 1955 | Conservative Party     |
|                                                                         | Harold Macmillan        | Harold Macmillan (1894–1986)                             | Minister van Financiën                    | 20 december 1955 | 10 januari 1957  | Conservative Party     |
| Minister van Buitenlandse Zaken                                         | Harold Macmillan        | Harold Macmillan (1894–1986)                             | 5 april 1955                              | 20 december 1955 |                  | Conservative Party     |
| Minister van Buitenlandse Zaken                                         |                         | Selwyn Lloyd                                             | Selwyn Lloyd (1904–1978)                  | 20 december 1955 | 27 juli 1960     | Conservative Party     |
|                                                                         | Gwilym Lloyd George     | Gwilym Lloyd George (1894–1967)                          | Minister van Binnenlandse Zaken           | 18 oktober 1954  | 10 januari 1957  | National Liberal Party |
| Minister voor Wales                                                     | Gwilym Lloyd George     | Gwilym Lloyd George (1894–1967)                          |                                           | 18 oktober 1954  | 10 januari 1957  | National Liberal Party |
|                                                                         | Robert Gascoyne-Cecil   | Markies van Salisbury Robert Gascoyne- Cecil (1893–1972) | Lord President of the Council             | 25 november 1952 | 29 maart 1957    | Conservative Party     |
| Leader of the House of Lords                                            | Robert Gascoyne-Cecil   | Markies van Salisbury Robert Gascoyne- Cecil (1893–1972) | 26 oktober 1951                           |                  | 29 maart 1957    | Conservative Party     |
|                                                                         | Harry Crookshank        | Harry Crookshank (1893–1961)                             | Leader of the House of Commons            | 26 oktober 1951  | 20 december 1955 | Conservative Party     |
| Lord Privy Seal                                                         | Harry Crookshank        | Harry Crookshank (1893–1961)                             | 7 mei 1952                                |                  | 20 december 1955 | Conservative Party     |
|                                                                         | Rab Butler              | Rab Butler (1902–1982)                                   | Leader of the House of Commons            | 20 december 1955 | 9 oktober 1961   | Conservative Party     |
| Lord Privy Seal                                                         | Rab Butler              | Rab Butler (1902–1982)                                   | 14 oktober 1959                           | 20 december 1955 |                  | Conservative Party     |
|                                                                         | David Maxwell Fyfe      | Burggraaf Kilmuir David Maxwell Fyfe (1900–1967)         | Lord Chancellor                           | 18 oktober 1954  | 14 juli 1962     | Conservative Party     |
|                                                                         | Peter Thorneycroft      | Peter Thorneycroft (1909–1994)                           | Minister van Handel                       | 26 oktober 1951  | 10 januari 1957  | Conservative Party     |
|                                                                         | Selwyn Lloyd            | Selwyn Lloyd (1904–1978)                                 | Minister van Defensie                     | 5 april 1955     | 20 december 1955 | Conservative Party     |
|                                                                         | Walter Monckton         | Sir Walter Monckton (1891–1965)                          | Minister van Defensie                     | 20 december 1955 | 18 oktober 1956  | Conservative Party     |
|                                                                         |                         | Antony Head (1906–1983)                                  | Minister van Defensie                     | 18 oktober 1956  | 10 januari 1957  | Conservative Party     |
|                                                                         |                         | Antony Head (1906–1983)                                  | Minister voor Oorlog                      | 26 oktober 1951  | 18 oktober 1956  | Conservative Party     |
|                                                                         | John Hare               | John Hare (1911–1982)                                    | Minister voor Oorlog                      | 18 oktober 1956  | 6 januari 1958   | Conservative Party     |
|                                                                         | Jim Thomas              | Burggraaf Cilcennin Jim Thomas (1903–1960)               | Minister voor de Marine                   | 26 oktober 1951  | 2 september 1956 | Conservative Party     |
|                                                                         | Quintin Hogg            | Burggraaf Hailsham Quintin Hogg (1907–2001)              | Minister voor de Marine                   | 2 september 1956 | 10 januari 1957  | Conservative Party     |
|                                                                         | William Sidney          | Baron De L'Isle en Dudley William Sidney (1890–1970)     | Minister voor de Luchtmacht               | 26 oktober 1951  | 20 december 1955 | Conservative Party     |
|                                                                         |                         | Nigel Birch (1906–1981)                                  | Minister voor de Luchtmacht               | 20 december 1955 | 10 januari 1957  | Conservative Party     |
|                                                                         | Iain Macleod            | Iain Macleod (1913–1970)                                 | Minister van Volksgezondheid              | 7 mei 1952       | 20 december 1955 | Conservative Party     |
|                                                                         |                         | Robin Turton (1903–1994)                                 | Minister van Volksgezondheid              | 20 december 1955 | 10 januari 1957  | Conservative Party     |
|                                                                         | Walter Monckton         | Sir Walter Monckton (1891–1965)                          | Minister van Arbeid                       | 26 oktober 1951  | 20 december 1955 | Conservative Party     |
|                                                                         | Iain Macleod            | Iain Macleod (1913–1970)                                 | Minister van Arbeid                       | 20 december 1955 | 14 oktober 1959  | Conservative Party     |
|                                                                         | David Eccles            | Sir David Eccles (1904–1999)                             | Minister van Onderwijs                    | 18 oktober 1954  | 10 januari 1957  | Conservative Party     |
|                                                                         |                         | John Boyd- Carpenter (1908–1998)                         | Minister van Transport                    | 28 juli 1954     | 20 december 1955 | Conservative Party     |
|                                                                         |                         | Harold Watkinson (1910–1995)                             | Minister van Transport                    | 20 december 1955 | 14 oktober 1959  | Conservative Party     |
|                                                                         |                         | Nigel Birch (1906–1981)                                  | Minister van Openbare Werken              | 18 oktober 1954  | 20 december 1955 | Conservative Party     |
|                                                                         | Patrick Buchan-Hepburn  | Patrick Buchan- Hepburn (1901–1974)                      | Minister van Openbare Werken              | 20 december 1955 | 10 januari 1957  | Conservative Party     |
|                                                                         | Derick Heathcoat-Amory  | Derick Heathcoat- Amory (1899–1981)                      | Minister van Landbouw en Visserij         | 20 juli 1954     | 6 januari 1958   | Conservative Party     |
|                                                                         | Frederick Marquis       | Graaf Woolton Frederick Marquis (1883–1964)              | Kanselier van het Hertogdom Lancaster     | 24 november 1952 | 20 december 1955 | Conservative Party     |
|                                                                         | George Douglas-Hamilton | Graaf van Selkirk George Douglas- Hamilton (1904–1994)   | Kanselier van het Hertogdom Lancaster     | 20 december 1955 | 10 januari 1957  | Conservative Party     |
|                                                                         | Alan Lennox-Boyd        | Alan Lennox-Boyd (1904–1983)                             | Minister voor Koloniale Zaken             | 28 juli 1954     | 14 oktober 1959  | Conservative Party     |
|                                                                         | Alec Douglas-Home       | Graaf Home Alec Douglas- Home (1903–1995)                | Minister voor Gemenebest Zaken            | 5 april 1955     | 27 juli 1960     | Conservative Party     |
|                                                                         |                         | James Stuart (1897–1971)                                 | Minister voor Schotland                   | 26 oktober 1951  | 10 januari 1957  | Conservative Party     |
|                                                                         |                         | Osbert Peake (1897–1966)                                 | Minister voor Pensioenen en Verzekeringen | 3 september 1953 | 20 december 1955 | Conservative Party     |
|                                                                         |                         | John Boyd- Carpenter (1908–1998)                         | Minister voor Pensioenen en Verzekeringen | 20 december 1955 | 16 juli 1962     | Conservative Party     |
|                                                                         | Duncan Sandys           | Duncan Sandys (1908–1987)                                | Minister voor Huisvesting en Lokale Zaken | 18 oktober 1954  | 10 januari 1957  | Conservative Party     |
| Formeel geen leden van het kabinet, maar woonde kabinetsvergadering bij |                         |                                                          |                                           |                  |                  |                        |
| Ambtsbekleder                                                           | Ambtsbekleder           | Ambtsbekleder                                            | Functie(s)                                | Ambtstermijn     | Ambtstermijn     | Partij                 |
|                                                                         | George Douglas-Hamilton | Graaf van Selkirk George Douglas- Hamilton (1904–1994)   | Thesaurier- generaal                      | 11 november 1953 | 20 december 1955 | Conservative Party     |
|                                                                         |                         |                                                          |                                           |                  |                  |                        |
|                                                                         | Walter Monckton         | Sir Walter Monckton (1891–1965)                          | Thesaurier- generaal                      | 18 oktober 1956  | 10 januari 1957  | Conservative Party     |
|                                                                         |                         | Sir Reginald Manningham- Buller (1905–1980)              | Advocaat- generaal                        | 18 oktober 1954  | 16 juli 1962     | Conservative Party     |
|                                                                         |                         | Charles Hill (1904–1989)                                 | Minister van Posterijen                   | 5 april 1955     | 10 januari 1957  | Conservative Party     |
|                                                                         | Patrick Buchan-Hepburn  | Patrick Buchan- Hepburn (1901–1974)                      | Onderstaats- secretaris voor Financiën    | 26 oktober 1951  | 20 december 1955 | Conservative Party     |
| Chief Whip in het Lagerhuis                                             | Patrick Buchan-Hepburn  | Patrick Buchan- Hepburn (1901–1974)                      |                                           | 26 oktober 1951  | 20 december 1955 | Conservative Party     |
|                                                                         | Edward Heath            | Edward Heath (1916–2005)                                 | Onderstaats- secretaris voor Financiën    | 20 december 1955 | 14 oktober 1959  | Conservative Party     |
| Chief Whip in het Lagerhuis                                             | Edward Heath            | Edward Heath (1916–2005)                                 |                                           | 20 december 1955 | 14 oktober 1959  | Conservative Party     |

Russell I ·
Smith-Stanley I ·
Hamilton-Gordon ·
Temple I ·
Smith-Stanley II ·
Temple II ·
Russell II ·
Smith-Stanley III ·
Disraeli I ·
Gladstone I ·
Disraeli II ·
Gladstone II ·
Gascoyne-Cecil I ·
Gladstone III ·
Gascoyne-Cecil II ·
Gladstone IV ·
Primrose ·
Gascoyne-Cecil III ·
Gascoyne-Cecil IV ·
Balfour ·
Campbell-Bannerman ·
Asquith I ·
Asquith II ·
Asquith III ·
Asquith IV ·
Lloyd George I ·
Lloyd George II ·
Law ·
Baldwin I ·
MacDonald I ·
Baldwin II ·
MacDonald II ·
MacDonald III ·
MacDonald IV ·
Baldwin III ·
Chamberlain I ·
Chamberlain II ·
Churchill I ·
Churchill II ·
Attlee I ·
Attlee II ·
Churchill III ·
Eden ·
Macmillan I ·
Macmillan II ·
Douglas-Home ·
Wilson I ·
Wilson II ·
Heath ·
Wilson III ·
Callaghan ·
Thatcher I ·
Thatcher II ·
Thatcher III ·
Major I ·
Major II ·
Blair I ·
Blair II ·
Blair III ·
Brown ·
Cameron I ·
Cameron II ·
May I ·
May II ·
Johnson I ·
Johnson II ·
Truss ·
Sunak ·
Starmer